# The Current War
The Current War (en español, Una guerra brillante o La guerra de las corrientes) es una película estadounidense de drama histórico dirigida por Alfonso Gómez-Rejón y escrita por Michael Mitnick, protagonizada por Benedict Cumberbatch, Michael Shannon, Nicholas Hoult, Tom Holland, Katherine Waterston, Simon Manyonda y Tuppence Middleton. Describe la guerra de las corrientes entre Thomas Edison y George Westinghouse. Martin Scorsese se desempeña como productor ejecutivo de la película. 
Anunciado en mayo de 2012, Gómez-Rejón fue confirmado en septiembre de 2015. Cumberbatch, Shannon y Hoult se unieron al elenco en octubre de 2016, y la filmación comenzó en Inglaterra en diciembre. La película se estrenó en el Festival Internacional de Cine de Toronto el 9 de septiembre de 2017. 
Originalmente iba a ser distribuida por The Weinstein Company (TWC) en noviembre de 2017, la película se archivó y vendió luego de las acusaciones de abuso sexual contra Harvey Weinstein. Finalmente, la compró Lantern Entertainment (la sucesora de TWC), la cual luego vendió los derechos de distribución nacional a 101 Studios. Después de descubrir una cláusula de privilegio de corte final en el contrato de Scorsese, Gómez-Rejón lo convenció de permitir nuevos retoques y recortar diez minutos del tiempo de ejecución de la versión original, lo que dio como resultado la película que finalmente se estrenó en los cines, en los Estados Unidos, el 25 de octubre de 2019.

## Argumento
Es 1880 y Thomas Edison ha presentado su bombilla eléctrica y ha optado por la corriente continua (CC, en inglés DC), que es más barata y limpia que la luz de gas, pero tiene un alcance limitado y es costosa. George Westinghouse, un exitoso hombre de negocios e inventor, desea aprender más e invita a Edison a cenar. Después de ser desairado por Edison, Westinghouse se propone demostrar que la corriente alterna (CA, en inglés AC) es la mejor tecnología, ya que puede funcionar a mayores distancias y a un costo significativamente menor. Edison y Westinghouse compiten para lograr que las ciudades de los Estados Unidos utilicen su sistema. El genial inventor Nikola Tesla llega a los Estados Unidos y comienza a trabajar con Edison, pero está decepcionado por la falta de voluntad de Edison de reconsiderar sus ideas y cumplir lo que Tesla pensó que era una promesa financiera que Edison hace pasar por broma. Tesla luego deja el equipo de Edison. Edison guarda ferozmente sus patentes y demanda a Westinghouse.
Edison sugiere que la CA es peligrosa y se involucra en una guerra de publicidad, mientras que Westinghouse respalda los méritos técnicos de CA. Mientras Edison lucha por encontrar formas de hacer que CC sea más asequible, Westinghouse intenta que el sistema de CA de alto voltaje funcione con motores. La esposa de Edison muere, y Westinghouse también sufre una tragedia personal cuando su amigo Franklin Pope muere en un accidente eléctrico. Ambos enfrentan un riesgo financiero significativo. Para generar fondos, Edison vende comercialmente su máquina de hablar "El fonógrafo". Para dañar la reputación de la CA, Edison muestra que electrocuta fácilmente a los animales y trabaja secretamente para ayudar a los creadores de la ejecución con una silla eléctrica, a pesar de sus objeciones anteriores a la fabricación de armas u otras máquinas de muerte. La primera persona en morir por electrocución es William Kemmler, y los periódicos etiquetan el evento como "Mucho peor que colgar". Westinghouse descubre la participación de Edison y lo revela a la prensa.
Después de un intento fallido de atacar por su cuenta, Westinghouse se acerca a Tesla para trabajar juntos y construir un práctico motor de CA. Edison está cada vez más marginado y J. P. Morgan se anexiona Edison Electric y crea así General Electric. Los sistemas competitivos llegan a un punto crítico ya que ambos  presentaron propuestas para iluminar la Exposición Mundial Colombina de 1893 en Chicago. Samuel Insull presenta la oferta en nombre de Edison, y Westinghouse presenta su oferta competitiva. La feria abundantemente iluminada se revela como la gran atracción. Westinghouse tuvo éxito. En la feria, Westinghouse y Edison se encuentran brevemente. Edison discute cómo fue lograr un gran invento, y sugiere que su próximo invento (Motion Pictures) podría ser tan increíble que la gente podría olvidar que su nombre alguna vez estuvo asociado con la electricidad.

## Reparto
- Benedict Cumberbatch como Thomas Edison.
- Michael Shannon como George Westinghouse.
- Nicholas Hoult como Nikola Tesla.
- Katherine Waterston como Marguerite Erskine.
- Tom Holland como Samuel Insull.
- Simon Manyonda como Lewis Latimer.
- Tuppence Middleton como Mary Stilwell Edison.[2]
- Matthew Macfadyen como J. P. Morgan
- Conor MacNeill como William Kemmler.
- Damien Molony como Bourke Cockran.
- John Schwab como Rudolph Young.

## Producción
El 3 de mayo de 2012, se informó que la compañía de Timur Bekmambetov, Bazelevs, había adquirido los derechos del guion de Michael Mitnick The Current War. Bekmambetov fue elegido como director. El 31 de marzo de 2014, se informó que Ben Stiller estaba en negociaciones para dirigir la película. El 24 de septiembre de 2015, Benedict Cumberbatch y Jake Gyllenhaal estaban en conversaciones para interpretar a Thomas Edison y George Westinghouse, respectivamente, con Alfonso Gómez-Rejon como principal candidato para dirigir la película. El 29 de septiembre de 2016, Michael Shannon fue elegido como Westinghouse, y el 4 de octubre, Nicholas Hoult fue elegido como Nikola Tesla. En noviembre de 2016, Katherine Waterston y Tom Holland se unieron al reparto. El mes siguiente, Tuppence Middleton y Matthew Macfadyen también se unieron. 
La fotografía principal comenzó el 18 de diciembre de 2016 y tuvo lugar en Londres y sus alrededores, así como en Rothbury, Northumberland, donde se usó Cragside House como ubicación. La filmación también tuvo lugar en Brighton Pavilion. Home Farm en Kent, Inglaterra, se utilizó como el exterior de la residencia de Edison.
La película se presentó al Festival Internacional de Cine de Toronto antes de que se completara la postproducción, y posteriormente se apresuró para llegar a la fecha de estreno a fines de septiembre de 2017. Después de la recepción generalmente desfavorable hacia la película, el director Gómez-Rejón, quien había expresado que la película no estaba lista para ser vista, comenzó a trabajar para recortar el tiempo de ejecución para el estreno teatral previsto para noviembre de 2017. Después de que salieron a la luz las acusaciones de abuso sexual contra Weinstein, el trabajo en la película cesó ya que The Weinstein Company finalmente vendería los derechos. Gracias a una cláusula en el contrato del productor ejecutivo Martin Scorsese, tuvo que aprobar todos los cortes finales de la película, lo que resultó en que Gomez-Rejon pudiera recaudar $1 millón para completar la postproducción, así como hacer un día de regrabaciones en Inglaterra con Cumberbatch, Middleton y Hoult, completando sus personajes.

## Estreno
La película fue originalmente programada para ser estrenada por The Weinstein Company el 22 de diciembre de 2017, y luego reprogramada para el 24 de noviembre de 2017. Tuvo su estreno mundial en el Festival Internacional de Cine de Toronto el 9 de septiembre de 2017. Se retiró del calendario de estrenos luego de las acusaciones de abuso sexual que surgieron contra Harvey Weinstein, entonces codirector de la compañía. Weinstein dijo que estaba involucrado en la reedición de la película cuando se supo que las acusaciones serían reveladas.
En octubre de 2018, Lantern Entertainment, que adquirió los activos de The Weinstein Company a través de su quiebra, y 13 Films, una compañía financiera y de distribución internacional, llegaron a un acuerdo para co-distribuir la película a nivel internacional. En abril de 2019, se anunció que 101 Studios había adquirido los derechos de distribución de la película por $3 millones y se comprometió a un estreno general. El director Gomez-Rejon dijo que desde el estreno en Toronto había agregado cinco escenas adicionales y había recortado diez minutos de duración. Fue estrenada el 26 de julio de 2019 en el Reino Unido y el 25 de octubre de 2019 en los Estados Unidos, luego de haber sido programada para el 4 de octubre. El lanzamiento teatral incluyó el subtítulo "La Edición del Director" en todos los países excepto el Reino Unido.

## Recepción

### Taquilla
The Current War recaudó $6 millones en los Estados Unidos y Canadá, y $5.4 millones en otros territorios, para un total mundial de $11.3 millones, contra un presupuesto de producción de $30 millones.
En los Estados Unidos y Canadá, The Current War se lanzó junto con Black and Blue y Countdown, y se proyecta que recaudará alrededor de $3 millones de 1020 teatros en su primer fin de semana. Ganó $947,000 en su primer día y debutó con $2.7 millones, terminando noveno en la taquilla, aunque se observó que fue "un milagro que esta película dirigida por Alfonso Gómez-Rejón llegara a la pantalla grande y no fue arrojado a la transmisión, o invisible para siempre".

### Crítica

#### Lanzamiento original
En el agregador de reseñas Rotten Tomatoes, la versión de la película proyectada en el Festival Internacional de Cine de Toronto tiene una calificación de aprobación del 31% basada en 51 reseñas, con una calificación promedio de 4.79/10. El consenso crítico del sitio web dice: "La guerra actual está impulsada por un elenco sobresaliente y una historia intrigante e inspirada en la historia, lo que hace que la baja potencia de este drama sea aún más impactante".
Al revisar la película después de su estreno en 2017, David Rooney para The Hollywood Reporter escribió: "A pesar de su energía agresiva, The Current War es un aburrimiento poco envolvente, por lo que es poco probable que sea el tipo de entrada de prestigio de Oscar Baity The Weinstein Co. obviamente tenía en mente". También revisando el corte original, Andrew Barker de Variety llamó a la película" llamativa pero poco iluminadora" y dijo que "tan poco del ajetreo y el bullicio de The Current War sirve para un propósito concreto... Current War se siente como uno de esos experimentos anteriores: un flash temporal que proporciona muy poca iluminación".
Peter Bradshaw, de The Guardian, le dio a la película 3 de 5 estrellas y escribió: "Esta [es] una película de época estilizada de manera admirable, con interesantes piezas visuales y rostros que se ciernen sobre nosotros desde fondos intrincadamente inventados". Llegó a la conclusión de que la película "es esclarecedora, pero tal vez no tanto como podría haber sido". Dan Jolin, de la revista Empire, calificó la película como una "representación elegante de una lucha de poder literal basada en figuras y eventos históricos verdaderamente interesantes". Pero trata de asimilar demasiado en muy poco tiempo, cuando todo lo que necesitaba era centrarse en Edison y Westinghouse".

#### Edición del director
En Rotten Tomatoes, la versión de la película Director's Cut tiene una calificación de aprobación del 61% basada en 90 reseñas, con una calificación promedio de 6.39/10. El consenso de críticos del sitio web dice: "Si carece del poderoso voltaje que sugiere su elenco impresionante, The Current War: Edición del director representa una mejora significativa sobre las versiones anteriores". En Metacritic, la película tiene una puntuación promedio ponderada de 55 fuera de 100, basado en 24 críticas, que indican "revisiones mixtas o promedio". Las audiencias encuestadas por CinemaScore le dieron a la película una calificación promedio de "B" en una escala de A + a F, mientras que los encuestados por PostTrak le dieron una puntuación positiva general del 81%.
Michael Phillips, escribiendo para el Chicago Tribune, le dio a la película 2.5 de 4 estrellas, escribiendo: "Nunca vi la versión anterior [de la película]. Esta sigue siendo un poco desordenada pero bastante interesante, así como una de las pocas películas de este año que merece (de manera admirable e insatisfactoria) el adjetivo 'instructivo'".